# René Zahnd
 (octobre 2022).
René Zahnd, né le 4 juin 1958 à Renens et originaire de Wahlern, est un journaliste, écrivain et dramaturge vaudois.

## Biographie
René Zahnd exerce le métier d'instituteur, commence des études de lettres à l'Université de Lausanne, puis les interrompt pour exercer diverses activités dans la presse écrite. Journaliste culturel, il écrit des critiques théâtrales et littéraires pour la Gazette de Lausanne et pour 24 heures. Passionné par la scène, il devient l'adjoint de René Gonzalez à la direction du Théâtre Vidy-Lausanne.
Cofondateur du Passe-Muraille et traducteur (Büchner, Pirandello), sa réflexion sur le théâtre s'est traduite par des centaines d'articles et par la publication de plusieurs ouvrages : Une saison avec Langhoff, Henri Ronse, La vie oblique, Entre l'oubli et l'euphorie, Le Théâtre à Lausanne, François Rochaix, dans le théâtre du monde, entretiens avec François Rochaix.
En tant qu'auteur, il s'essaie dans différentes formes littéraires : nouvelles, poésie, roman, avant d'écrire pour le théâtre. Sa première pièce de théâtre, Jardin d'hiver, a été créée en janvier 1995 à Lausanne par la Compagnie Gianni Schneider. Depuis, les pièces se sont multipliées : La Brûlure, la Reine Deirdre, l'Île morte, Les Hauts territoires, La Traque, Le Grand soir, Le Pavillon des poupées, Équinoxe, Folle jeunesse, Enfants perdus, Mokhor puis Kardérah en 2006.
Membre de la Société suisse des auteurs, René Zahnd obtient le Prix Jeunes créateurs de la Fondation vaudoise pour la promotion et la création artistique en 1997 et le Prix de la Fondation Meylan en 1999.

## Prix et distinctions
- 2008 : Bourse de Traduction du Prix Européen de Littérature.

- 2020 : (international) « Honour List »[5] de l'IBBY pour Anacoluthe ! Aventures au cimetière des mots oubliés

## Publications
- René Zahnd (préf. Jean-Claude Maret), François Rochaix : Dans le théâtre du monde. Entretiens avec René Zahnd, La bibliothèque des Arts, 1998 (ISBN 2-88453-048-7).

## Sources
- « René Zahnd », sur la base de données des personnalités vaudoises sur la plateforme « Patrinum » de la Bibliothèque cantonale et universitaire de Lausanne.
- Anne-Lise Delacrétaz, Daniel Maggetti, Écrivaines et écrivains d'aujourd'hui, p. 438-439
- Histoire de la littérature en Suisse romande, sous la dir. de Roger Francillon, vol. 4, p. 459
- 24 Heures 1997/05/13, p. 39
- Entretien in Feuxcroisés, no 7 (2005), p. 219-220